# 贺德基
贺德基（?—?），字承业，出自会稽贺氏，南朝儒学家。
家世传《礼》学。祖父贺文发，父贺淹，仕南梁为祠部郎，有名於世。贺德基年少游学建康，多年不归，衣物匮乏，又耻服故弊，盛冬只穿夹襦裤。曾经在白马寺前遇到一妇人，容服尊盛，喊着贺德基入寺门，脱掉白纶巾以赠给他。对贺德基说：“君方为重器，不久贫寒，故以此相遗耳。”德基问其姓名，妇人不答而去。贺德基精通《礼记》，因传授学问，官至尚书祠部郎。德基虽没有官至大官，但是三世儒学，都担任为祠部，时论美其不坠。